# Adolf Kossakowski
Adolf Kossakowski (geb. 11. Mai 1928 in Lindenau, Ostpreußen; gest. 6. September 2017 in Berlin) war ein deutscher Psychologe. Er war von 1975 bis 1989 Vorsitzender der Gesellschaft für Psychologie der DDR.

## Leben

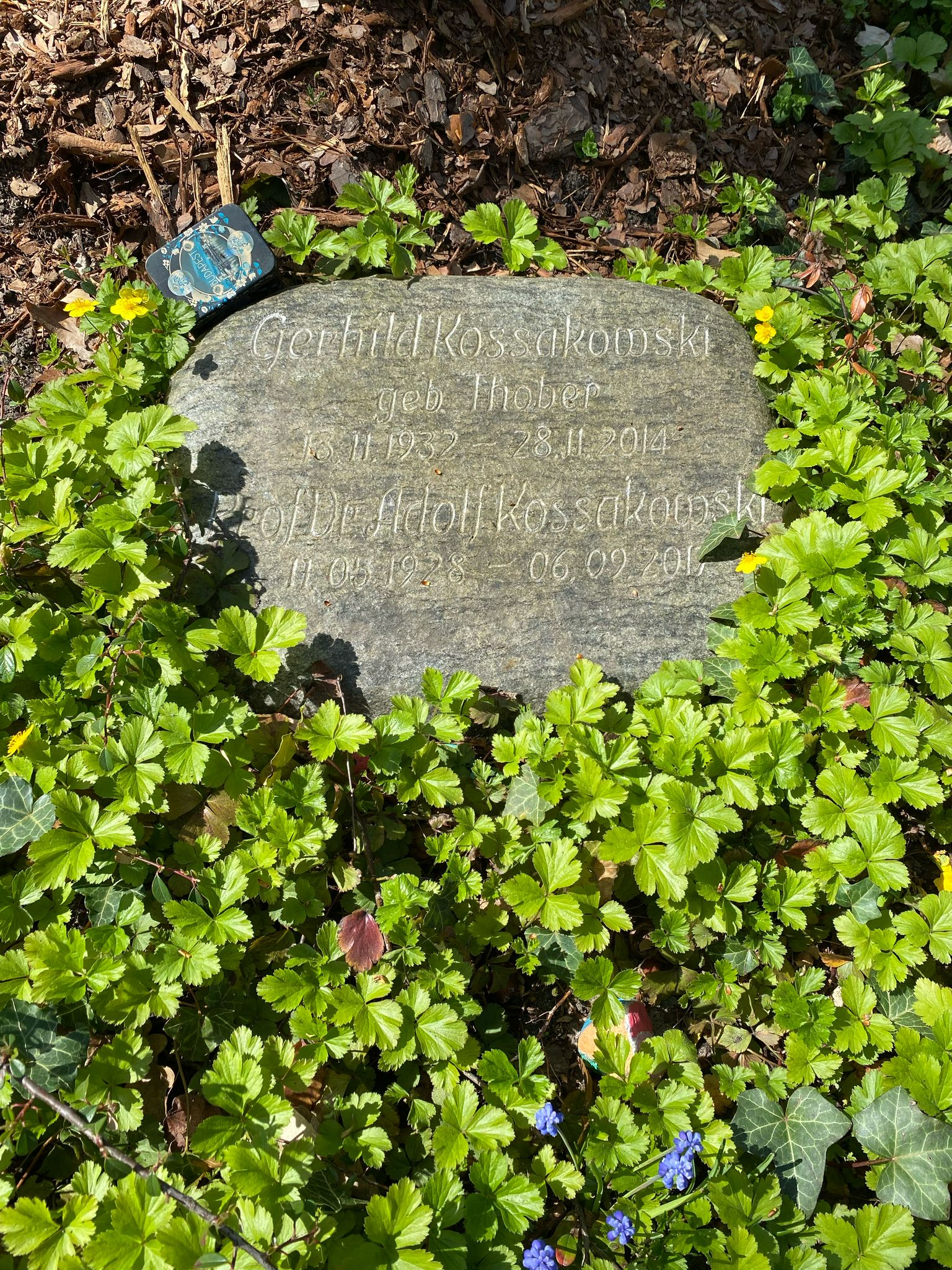
Grabstätte auf dem Zentralfriedhof Friedrichsfelde

Der Bauernsohn Kossakowski besuchte von 1942 bis 1944 die Lehrerbildungsanstalt Patschkau. 1944/45 diente er im Reichsarbeitsdienst, musste mit der Mutter aus Ostpreußen fliehen und arbeitete 1945/46 als Landarbeiter in Heiligenhagen bei Rostock. 1946/47 begann Kossakowski als Neulehrer in Warnow. Von 1947 bis 1949 studierte er Pädagogik an der Universität Rostock. Von 1949 bis 1951 war Kossakowski Lehrer an der Oberschule Bad Doberan. Im Jahr 1950 trat er in die SED ein. 1951/52 war Kossakowski Oberreferent im Ministerium für Volksbildung des Landes Mecklenburg. 1952/53 studierte Kossakowski an der Deutschen Akademie für Staats- und Rechtswissenschaften in Potsdam-Babelsberg und ab 1953 Psychologie an der Universität Leipzig, wo er 1956 sein Diplom erlangte. Von 1957 bis 1964 war Kossakowski Aspirant und studierte auch in Moskau, 1960 promovierte er »Über gestörte Funktionen bei Lese-Rechtschreib-Schwäche«, 1964 folgte die Habilitation mit der Arbeit »Bedingungen für den Entwicklungswandel in der Pubertät«. Ab 1964 lehrte Kossakowski als Dozent für Psychologie, ab 1966 als Professor mit Lehrauftrag und Direktor des Psychologischen Instituts. 1968 wurde Kossakowski ordentlicher Professor für Psychologie (Persönlichkeitspsychologie) an der Karl-Marx-Universität Leipzig. 1970 wechselte er als Professor des neugegründeten Instituts für Pädagogische Psychologie an die Akademie der Pädagogischen Wissenschaften der DDR (APW) in Berlin, die dem Ministerium für Volksbildung der DDR unterstellt war. Von September 1975 an war Kossakowski Vorsitzender der Gesellschaft für Psychologie der DDR, bis er 1989 abgewählt wurde. Nach Abwicklung der APW trat er Ende 1990 in den Ruhestand.
Kossakowski hat zur Etablierung der Pädagogischen Psychologie in der DDR beigetragen und geriet dabei in Spannungen mit dem Ministerium für Volksbildung, weil er die zunehmende Differenz von offizieller Sicht auf die Jugend und der erhobenen Lage nicht übersehen wollte, wie es auch Walter Friedrich vom Leipziger Jugendinstitut beschrieb. Er war maßgeblich an der Organisation des Weltkongresses der Psychologen 1980 in Leipzig beteiligt.
Seine letzte Ruhestätte fand Adolf Kossakowski auf dem Zentralfriedhof Friedrichsfelde. 

## Auszeichnungen
- 1979 Orden Banner der Arbeit Stufe II
- 1988 Vaterländischer Verdienstorden in Bronze

## Schriften
- Wie überwinden wir die Schwierigkeiten beim Lesen- u. Schreibenlernen, insb. bei Lese-Rechtschreib-Schwäche? Berlin 1961.
- mit Walter Friedrich: Zur Psychologie des Jugendalters. Berlin 1962.
- Über die psychischen Veränderungen in der Pubertät: Bedingungsanalyse. Berlin 1965.
- Handlungspsychologische Aspekte der Persönlichkeitsentwicklung. Berlin 1980.
- als Hrsg.: Psychische Entwicklung der Persönlichkeit im Kindes- u. Jugendalter. Berlin 1987.
- Die Pädagogische Psychologie der DDR im Spannungsfeld zwischen kindorientierter Forschung und bildungspolitischer Forderungen. In: E. Cloer, R. Wernstedt (Hrsg.): Pädagogik in der DDR. Weinheim 1994.
- mit Horst Kühn: Pädagogische Psychologie im Spannungsfeld von Politik und Wissenschaft. (= Gesellschaft und Erziehung. Historische und systematische Perspektiven. Band 7). Peter Lang Internationaler Verlag der Wissenschaften, Frankfurt am Main 2010, ISBN 978-3-631-60068-9.

| Personendaten    | Personendaten                            |
| ---------------- | ---------------------------------------- |
| NAME             | Kossakowski, Adolf                       |
| KURZBESCHREIBUNG | deutscher Psychologe und Hochschullehrer |
| GEBURTSDATUM     | 11. Mai 1928                             |
| GEBURTSORT       | Lindenau, Ostpreußen                     |
| STERBEDATUM      | 6. September 2017                        |
| STERBEORT        | Berlin                                   |